# Coventry Building Society Arena
Coventry Building Society Arena (do 30 czerwca 2021 Ricoh Arena) – stadion piłkarski, położony w Coventry w Wielkiej Brytanii, na którym swoje mecze rozgrywa zespół piłkarski Coventry City, a także klub rugby Wasps. Oddany został do użytku w 2005 roku. Jego pojemność wynosi 32 609 miejsc.
W 2012 roku obiekt był jedną z aren turnieju piłkarskiego na igrzyskach olimpijskich w Londynie. Rozegrano na nim łącznie 12 spotkań w turniejach mężczyzn i kobiet (w tym mecz o brąz turnieju kobiecego). Przed igrzyskami, 23 kwietnia 2012 roku na stadionie rozegrano także baraż kwalifikacyjny do turnieju olimpijskiego mężczyzn pomiędzy Omanem i Senegalem, wygrany przez Senegal 2:0.